# Крымскотатарское национальное движение
Крымскотатарское национальное движение — национальное движение крымских татар, сформировавшееся во второй половине 1950-х годов (после XX съезда КПСС) как движение репрессированного народа, подвергшегося в сталинский период насильственной депортации и моральному унижению. Основные требования активистов движения включали в себя восстановление автономии, возвращение народа на свою историческую родину, компенсацию утраченного в результате депортации.

Истоки движения восходят к первому послевоенному десятилетию.
В 1950-е — 1960-е годы среди его лидеров были партийные работники, ветераны войны, участники партизанского движения в Крыму.

Наивысшего пика движение достигло в 1960-х годах, после чего было подавлено, возродилось в годы перестройки и достигло ощутимых политических результатов в начале 1990-х годов.
Движение имело большой опыт подпольной борьбы, противодействия советским и партийным структурам (в Узбекистане, Таджикистане, Краснодарском крае, непосредственно в Крыму), опыт организованных массовых выступлений и столкновений с правоохранительными органами, применявшими силовые методы (разгоны митингов, избиения демонстрантов, аресты активистов, судебное преследование).

Крымскотатарское национальное движение характеризовалось массовостью и организованностью, радикализмом, чёткой политической направленностью, пафосом идеи национальной государственности, сочетанием определённой этнической самоизоляции с установками широкой экстерриториальности и возрождением идей пантюркистской и панисламистской общности и солидарности. Национальное движение крымскотатарского народа, в отличие от многих других национальных движений СССР, получило широкое международное признание.

## История

### Депортация крымских татар
18—20 мая 1944 года, вскоре после освобождения Крымского полуострова от немецко-фашистских войск, по решению Государственного комитета обороны СССР силами НКВД была осуществлена депортация всего крымскотатарского населения Крымской АССР в Узбекскую ССР и соседние районы Казахской и Таджикской ССР; небольшие группы были отправлены в Марийскую АССР и ряд других регионов РСФСР. Официально эта акция обосновывалась фактами участия крымских татар в коллаборационистских формированиях, выступавших на стороне нацистской Германии. Административной высылке подверглись также крымские татары, воевавшие на фронте и в партизанских отрядах, и те крымские татары, кто эвакуировался из Крыма до его оккупации и успел вернуться из эвакуации в апреле-мае 1944 года. В частности, были депортированы все находившиеся во время войны в эвакуации крымские татары — руководители и работники Крымского обкома ВКП(б) (во главе с первым секретарём) и Совнаркома КАССР.
По данным Отдела спецпоселений НКВД, в ноябре 1944 года в местах выселения находились 193 865 крымских татар, из них в Узбекистане — 151 136, в Казахской ССР — 4 286, в Марийской АССР — 8 597, остальные были распределены «для использования на работах» в Молотовской (10 555), Кемеровской (6 743), Горьковской (5 095), Свердловской (3 594), Ивановской (2 800), Ярославской (1 059) областях РСФСР.
В Узбекистане многие переселенцы были определены на работу на строительство Фархадской ГЭС в г. Бекабаде, на рудники «Койташ» в Самаркандской области и «Ташкент-Сталинуголь», в колхозы и совхозы Ташкентской, Андижанской, Самаркандской области, Шахризябского, Китабского районов Кашкадарьинской области.
В течение 12 лет, до 1956 года, крымские татары имели статус спецпереселенцев, подразумевавший различные ограничения в правах. Все спецпереселенцы были поставлены на учёт и были обязаны регистрироваться в комендатурах. Формально за спецпереселенцами сохранялись гражданские права: они имели право участвовать в выборах, коммунисты влились в местные партийные организации.
В 1967 году указом Президиума Верховного Совета СССР «О гражданах татарской национальности, ранее проживавших в Крыму» были сняты все санкции против крымских татар и даже была дана оценка предыдущих законодательных актов как «огульных обвинений … необоснованно отнесенных ко всему татарскому населению Крыма». Тем не менее для крымских татар была фактически закрыта возможность возвращения в Крым, где они не могли получить ни жильё, ни работу.

### До середины 1980-х годов

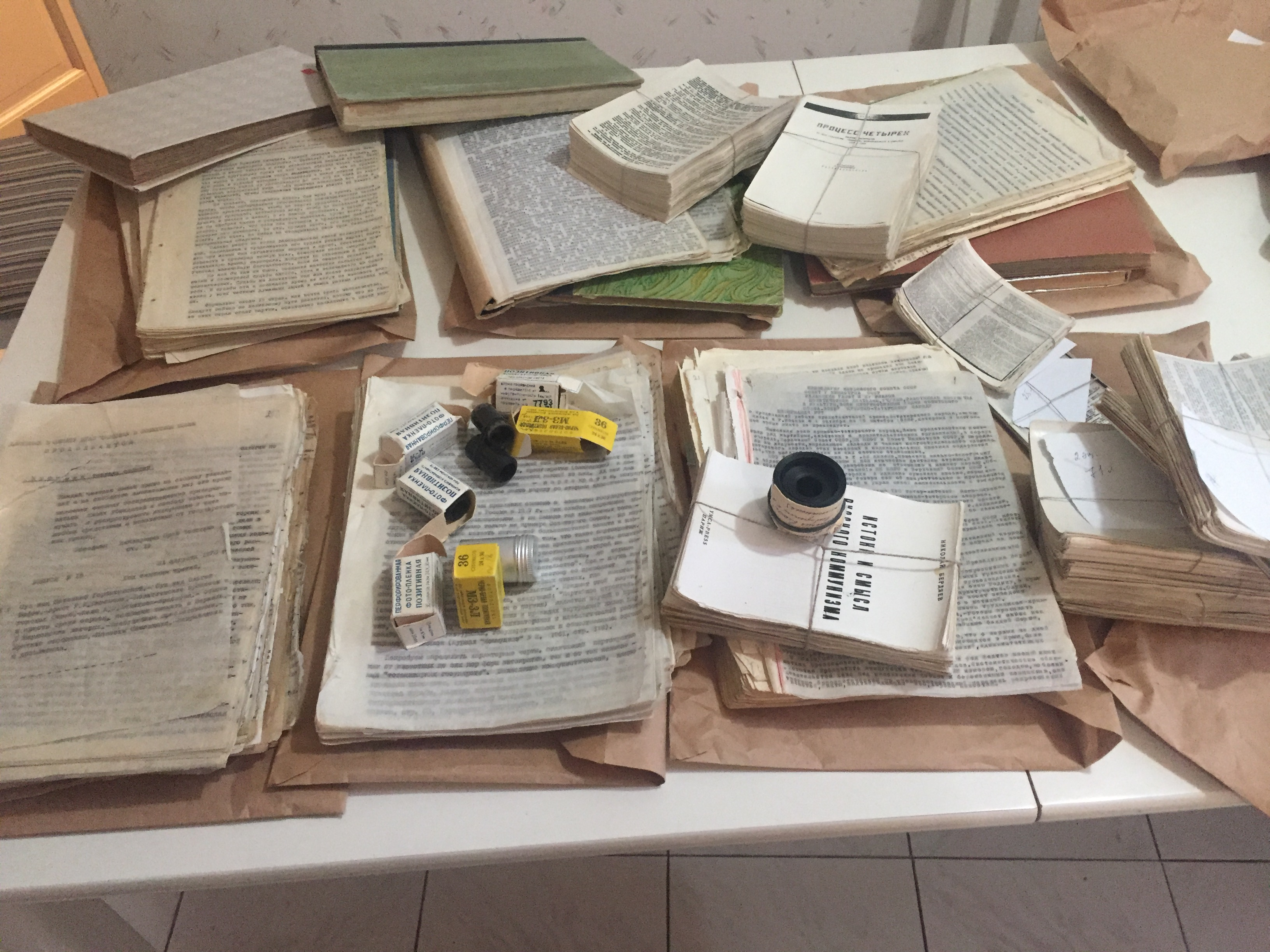
Крымскотатарский информационный бюллетень среди других самиздатовских материалов

Стихийные протесты против высылки отмечались среди крымских татар уже в 1940-е годы — изготавливались и расклеивались листовки с призывами вернуть народ в Крым, было зафиксировано более тысячи побегов из мест спецпоселения.
В конце 1950-х — начале 1960-х годов в местах высылки крымских татар в Узбекской ССР возникло и начало набирать силу национальное движение, стремившееся добиться признания государством необоснованности наказания народа по политическим мотивам, реабилитации, признания существования отдельного крымскотатарского этноса, возвращения на историческую родину и восстановления ликвидированной Крымской АССР. Национальное движение крымских татар не ставило своей целью изменение существующего политического социального строя и коммунистической идеологии — наоборот, речь шла о том, чтобы заставить существующую власть исполнять свои же основополагающие законы. Особенностью крымскотатарского движения в 1950-е — 1960-е годы (так наз. «первая волна») было то, что его лидерами были преимущественно коммунисты, в том числе партийные работники, ветераны войны, участники партизанского движения в Крыму (Бекир Османов, Мустафа Селимов, Джеппар Акимов и др.).
Ещё в 1940-е годы участники партизанского движения Крыма, оказавшиеся в ссылке, протестуя против обвинения всего народа в измене, первыми начали направлять индивидуальные и коллективные обращения Сталину и Ворошилову. Такие же обращения направляли фронтовики, вернувшиеся с фронта. Массовое движение за возвращение на родину началось после смерти Сталина и XX съезда КПСС. В ЦК КПСС стали приходить многочисленные письма с просьбами о личной и коллективной реабилитации.
Возвращению крымских татар в Крым противодействовало в первую очередь местное советское и партийное руководство. Так, 15 марта 1954 года, всего через месяц после того, как Крымская область из состава РСФСР была передана УССР, Крымский обком партии направил письмо первому секретарю ЦК КПУ А. И. Кириченко с просьбой ходатайствовать перед ЦК КПСС о запрещении всем освобождаемым административно-высланным в 1944 году возвращаться и проживать на территории Крымской области. В 1956 году, перед выходом указов Президиума Верховного Совета СССР о восстановлении национальной автономии балкарского, чеченского, ингушского, калмыцкого и карачаевского народов, на Украине была организована кампания протестов и обращений жителей Крыма, бывших партизан, обкома партии и ЦК КПУ в ЦК КПСС и лично Н. С. Хрущёву. Хрущёв, возглавлявший союзное партийное руководство, был склонен идти навстречу требованиям украинских руководителей, выступавших категорически против возвращения крымских татар, поскольку нуждался в их поддержке в борьбе за укрепление своей власти. Именно по инициативе Хрущева в 1954 году Крым был передан из РСФСР в состав Украинской ССР по случаю празднования 300-летия воссоединения России и Украины.
Такие же кампании впоследствии организовывались перед рассмотрением вопроса о реабилитации в 1966 году, а также перед рассмотрением вопроса о прописке и оргнаборе крымских татар в июле — августе 1973 года.
Украинских руководителей поддерживали и партийные руководители Узбекской ССР. Так, обращаясь в начале 1954 года в Совет министров СССР с просьбой рассмотреть «вопрос о снятии всех ограничений со спецпоселенцев отдельных категорий», руководители КП Узбекистана считали целесообразным «оставить на спецпоселении … особенно в Узбекской ССР крымских татар, выселенных в 1944 г., в связи с тем, что среди этих спецпоселенцев много проявляется враждебных настроений и совершается уголовных преступлений. Так, за 1952—1953 г. по Узбекской ССР из 1188 осуждённых за дерзкие уголовные преступления осуждено крымских татар 1020 человек».
Первый секретарь ЦК КП Казахстана П. Пономаренко рекомендовал не снимать с режима спецпоселения не только молодых, но и «престарелых спецпоселенцев — чеченцев, ингушей, балкарцев, „оуновцев“, басмачей, крымских татар и белорусских кулаков», мотивируя это тем, что «большинство из них являются носителями самых реакционных и враждебных настроений, организуют различные религиозные и националистические группировки, культивируют среди молодёжи отсталые обычаи, отрывают юношей и девушек от школы и общественной жизни».
Впервые за многие годы открыто о несправедливости, допущенной по отношению к выселенным народам, было сказано в докладе Н. С. Хрущёва на XX съезде КПСС (25 февраля 1956 года). 28 апреля 1956 года Президиум Верховного Совета СССР издал указ «О снятии ограничений по спецпоселению с крымских татар, балкарцев, турок — граждан СССР, курдов, хемшилов и членов их семей, выселенных в период Великой Отечественной войны». Этим актом было установлено, однако, что снятие ограничений не влечёт за собой возвращение имущества, конфискованного при выселении, и что они не имеют права возвращаться в места, откуда были выселены.
С этого времени представителями национальных элит выселенных народов начали предприниматься активные попытки добиться возвращения на Родину через обращения к высшему руководству страны. В одном из первых таких обращений — письме пяти крымскотатарских коммунистов (сентябрь 1956 года), адресованном членам Президиума ЦК КПСС и М. А. Суслову, ставился вопрос о возвращении крымских татар на Родину, восстановлении крымской автономии в составе УССР, а также о возврате или компенсации за утраченное при выселении имущество. В связи с этим письмом Отдел парторганов ЦК КПСС поручил ЦК КП Узбекистана «провести дополнительную работу среди крымских татар, что снятие с них режима спецпоселений не даёт права на возвращение в районы прежнего местожительства и конфискованное у них имущество», а также «дать необходимые разъяснения» для «бывших руководящих работников Крыма».
24 ноября 1956 года ЦК КПСС принял постановление «О восстановлении национальной автономии
калмыцкого, карачаевского, балкарского, чеченского и ингушского народов». В постановлении объявлялось о возвращении ряда выселенных народов на родину — на том основании, что «при большой территориальной разобщённости не создаётся необходимых условий для всемерного развития этих наций».

В то же время в постановлении говорилось:
6. Признать нецелесообразным предоставление национальной автономии татарам, ранее проживавшим в Крыму, имея в виду, что бывшая Крымская АССР не была автономией только татар, а представляла собой многонациональную республику, в которой татары составляли менее одной пятой части всего населения, и что в составе РСФСР имеется татарское национальное объединение — Татарская АССР, а также то, что в настоящее время территория Крыма является областью Украинской ССР.

Вместе с тем, учитывая стремление части татар, ранее проживавших в Крыму, к национальному объединению, разъяснить, что все, кто пожелает, имеют право поселиться на территории Татарской АССР.

Обязать Совет Министров Татарской АССР и Татарский обком КПСС оказывать необходимую помощь в хозяйственном и трудовом устройстве татарскому населению, которое будет прибывать на постоянное местожительство в республику.
15 декабря 1956 года Совет министров УССР издал секретное постановление «О расселении татар, немцев, греков, болгар, армян и других лиц, которые раньше проживали в Крымской области,
а сейчас возвращаются с мест спецпоселения», в котором, ссылаясь на «трудности расселения и трудоустройства в близлежащих к Крыму районах», признал нецелесообразным «расселение на территории Херсонской, Запорожской, Николаевской и Одесской областей татар, немцев, греков, болгар, армян и других лиц, которые раньше проживали в Крымской области, а сейчас возвращаются с мест специального поселения», и обязал местные органы власти прекратить приём таких лиц, предоставить им необходимую помощь в выезде за границы этих областей, а также за границы УССР, и рассмотреть вопрос о том, чтобы семьи бывших спецпоселенцев, которые уже проживают в указанных областях, были расселены в других областях республики, а также за пределами УССР.
Документ не был обнародован, но его содержание обсуждалось на встрече 5 января 1957 года в ЦК КП Узбекистана с группой коммунистов — крымских татар в количестве 50 человек. По информации, направленной после встречи в ЦК КПСС, «в своих выступлениях коммунисты заявили, что они будут выполнять постановление ЦК КПСС от 24.11.56 г. и разъяснять это решение крымским татарам, проживающим в Узбекистане. Однако они считают вопрос крымских татар нерешённым, поэтому <…> в дальнейшем будут обращаться в ЦК КПСС».
9 января 1957 года были изданы указы Президиумов Верховных Советов СССР и РСФСР о восстановлении Чечено-Ингушской АССР в составе РСФСР. В том же году государством было намечено возвратить в восстановленную автономию 40 тысяч семей. Фактически же вернулось значительно больше, что породило среди крымских татар уверенность в том, что лишь самовольное возвращение в родные места побудило власти начать организованное переселение. Кроме чечено-ингушской, в январе 1957 года были восстановлены автономии калмыцкого, карачаевского и балкарского народов. В стороне от этого процесса реабилитации остались выселенные немцы, крымские татары, а также другие репрессированные жители Крыма и Закавказья. М. Геллер писал по этому поводу: «К несчастью для крымских татар, они не были в 1956 году так хорошо организованы, так сплочены, как чеченцы и ингуши. Если бы они начали массовое самовольное возвращение в Крым, то, вероятно, добились бы своего. В ноябре 1956 года, в связи с событиями в Венгрии и других странах Восточной Европы, советское руководство очень опасалось осложнений в собственной стране и вынуждено было бы пойти крымским татарам на уступки. Но этого не произошло, и крымские татары надолго утратили свой исторический шанс».
Крымскотатарские коммунисты, тем не менее, предпринимали самые настойчивые попытки встретиться с высшим партийным руководством страны. В июле 1957 года на имя Первого секретаря ЦК КПСС Н. С. Хрущёва было направлено письмо 26 крымских татар с просьбой о встрече, но добиться этого не удалось. По данным Отдела парторганов при ЦК КПСС, «только в июне и августе отделом было получено 17 коллективных заявлений, которые в общей сложности были подписаны 989 крымскими татарами».
В этот период в результате активности бывшего секретаря Ялтинского горкома, комиссара Южного соединения партизан Крыма Мустафы Селимова, писателя-фронтовика Шамиля Алядинова, писателя Юсуфа Болата, бывшего редактора газеты «Красный Крым» Джеппара Акимова, разведчика-партизана Бекира Османова, бывшего третьего секретаря Крымского обкома партии, комиссара Восточного соединения партизанских отрядов Крыма Рефата Мустафаева, бывшего секретаря Бахчисарайского райкома партии Велиуллы Муртазаева и др. по всему Узбекистану, почти во всех районах проживания крымских татар, были сформированы инициативные группы с целью решения вопроса о возвращении на Родину и восстановлении довоенной государственности Крымской АССР. Возглавляли их ветераны войны, коммунисты и довоенная интеллигенция.
Первые инициативные группы появились осенью 1957 года, а к середине 1960-х годов они действовали не только практически во всех населённых пунктах Узбекистана, но и в Казахстане, Таджикистане, Киргизии, РСФСР. Инициативные группы создавались на предприятиях и по территориальному принципу: уличные — сельские (поселковые) — городские — районные — областные (региональные) — республиканские. В ядро узбекистанской республиканской инициативной группы — органа, фактически руководившего движением, — входили Джеппар Акимов, Бекир Османов, Мустафа Селимов, Мустафа Халилов, Амза Аблаев и др. К середине 1960-х годов в городах Ташкент, Чирчик, Янгиюль, Бекабад, Самарканд и Фергана образовались региональные центры движения. На собраниях инициативных групп обсуждалась подготовка к очередным акциям, избирались делегаты, сообщалось о решениях Республиканского совещания (высшего консультативного органа). Инициативники, кроме сбора подписей и средств на организацию выезда делегатов в Москву, оплату адвокатов, защищающих крымских татар на политических процессах, выпускали подпольную литературу. Республиканское совещание собиралось ежемесячно. В его работе участвовали лидеры наиболее влиятельных и активных региональных инициативных групп, которые таким образом вырабатывали стратегию и тактику движения.
Инициативные группы конца 1950-х годов обеспечили беспрецедентно массовую петиционную кампанию: в высшие органы власти были направлены петиции, подписанные десятками тысяч человек, а также тысячи индивидуальных писем. В 1959 году активистами движения было направлено новое обращение в ЦК КПСС с 10 тыс. подписей, а в марте 1961 года в адрес Президиума ЦК КПСС поступила петиция, скреплённая уже 18 тысячами подписей. Инициативные группы стали уникальной в советских условиях формой социальной мобилизации, позволившей добиться легализации несанкционированной общественной активности.
Национальное движение крымских татар в целом характеризовалось демократичностью, массовостью, отсутствием иерархической структуры, лояльностью к советской власти и Коммунистической партии, которые, по убеждению лидеров движения, должны были разрешить крымскотатарский национальный вопрос. Инициативные группы были лишены признаков политической организации и действовали подчёркнуто открыто. Эта открытость и массовость на первых порах мешали властям парализовать это движение арестами и другими силовыми методами.
В 1957—1960 годы в Киев и Москву в поисках справедливости несколько раз выезжали делегации крымских татар из числа коммунистов, бывших партработников и участников партизанского движения, которые передавали в ЦК КПСС коллективные письма, подписанные десятками тысяч крымских татар. В этих петициях, народных обращениях, письмах раз за разом излагалась трагическая история депортации крымских татар, в них формировалась определённая историографическая традиция, проникнутая стремлением привязать национальное движение к «ленинской», партийной политике, представить его не враждебной, а союзной по отношению к Советской власти силой, протестующей ни в коей мере не против системы, а лишь против попрания «ленинских норм социалистической законности», против «культа личности Сталина», против частного произвола в отношении крымских татар — ошибки, которую Коммунистическая партия, следуя заветам В. И. Ленина, должна и может исправить. Именно в этих посланиях упрямо формировалась легенда о Крымской АССР, созданной по «ленинскому декрету», как об идеальной форме «национальной социалистической государственности» крымских татар, к которой надо вернуться, «восстановив» автономию.
Эти действия, однако, квалифицировались местными партийными органами как националистические, подстрекательские, преследовавшие карьеристские цели. Вот что говорил в своём докладе 3 февраля 1960 года первый секретарь Ташкентского обкома КП Гуламов: «… отдельные националисты из числа бывших руководящих работников Крыма, жаждущие власти, преследующие карьеристские цели, вопреки воле и желанию татарского населения, играя судьбой трудящихся татар, подогревают националистические чувства возвращения в Крым. Эти лица втайне от партийных организаций фабрикуют и путём нажима собирают подписи под возможными заявлениями, проводят денежные сборы и присваивают собранные средства, наживаясь на этом. Эти люди пытаются усилить влияние на татарскую молодёжь путём распространения в её среде призывов националистического содержания».
Вскоре последовали и первые аресты.
10-11 октября 1961 года Ташкентский облсуд рассмотрел дело по обвинению Энвера Сеферова и Шевкета Абдураманова в антисоветской пропаганде и агитации и разжигании межнациональной розни. В приговоре суда утверждалось, что Сеферов, «используя национальные чувства татар, составил, размножил и <…> распространял антисоветские документы, содержание которых было направлено на подрыв и ослабление Советской власти и против мероприятий <…> партии и правительства», а Абдураманов «распространял их среди жителей Чирчика». Э. Сеферов был приговорён к семи, а Ш. Абдураманов — к пяти годам пребывания в колонии строгого режима.
С декабря 1961 по апрель 1962 года в Ташкенте действовал «Союз крымскотатарской молодежи». Его члены — в основном студенты и молодые рабочие — читали стихи на русском и татарском языках, обсуждали проблемы возвращения на Родину, историю собственного народа. Первоочередной задачей в проекте программы Союза считалась разъяснительная работа для поднятия национальной сознательности и политической активности крымских татар. 8 апреля 1962 г. четверо активистов организации были арестованы, двое из них были позднее осуждены по обвинению в создании антисоветской организации и руководстве ею, а также в антисоветской агитации и пропаганде на 4 и 3 года лишения свободы в колонии строгого режима.
Многие из активистов «первой волны» получили партийные взыскания, некоторые были исключены из КПСС. В результате этих репрессий многие отошли от активной деятельности на второй план, уступив инициативу молодёжи и влившимся в движение рядовым коммунистам, рабочим, колхозникам, представителям интеллигенции, студентам, ветеранам войны. В правоохранительных органах активистов движения именовали «автономистами».
В 1960-е годы всё большую роль в движении начали играть молодые люди, выросшие уже в Средней Азии, с детства испытавшие бесправие и произвол властей. Они были настроены куда более радикально, нежели зачинатели движения, до 1944 года принадлежавшие к крымскотатарской элите.
Пытаясь наладить контакты с бывшими репрессированными народами, руководство УзССР активизировало работу по выдвижению их представителей на руководящие должности в колхозах, совхозах, промышленности, в местные органы власти, профсоюзные комитеты. Ещё в 1950-е годы было принято решение об организации при Узгосфилармонии крымскотатарского музыкально-драматического ансамбля, о выпуске Госиздатом УзССР произведений литературы на крымскотатарском языке. Была создана секция крымскотатарской литературы при Союзе советских писателей Узбекистана, были организованы радиопередачи на крымскотатарском языке.
Новый подъём активности крымскотатарского движения был вызван отстранением от власти Н. С. Хрущёва. Сразу же после октябрьского Пленума ЦК КПСС 1964 года представители крымскотатарского народа выехали в Москву с целью добиться решения национального вопроса от нового руководства страны. Сменяя друг друга, они оставались в Москве вплоть до XXIII съезда КПСС (март 1966 г.). Таким образом обеспечивалось постоянное представительство крымских татар. Каждому делегату выдавался мандат — документ, в котором были отражены его полномочия и основные требования народа, который он представлял. За это время в высшие инстанции было передано 24 тома писем с 100 тысячами подписей. В ЦК КПСС были переданы официальные списки избранных народом «инициативных групп содействия партии и правительству в решении национального вопроса крымскотатарского народа» (свыше 5 тыс. имён). С июля 1965 года в «самиздате» начали публиковаться отчёты («Информации») об основных событиях в развитии крымскотатарского национального движения.
4 августа 1965 года в Кремле состоялась встреча группы крымских татар (большинство из них были ветеранами войны и членами КПСС) с председателем Президиума Верховного Совета СССР Анастасом Микояном. В основном докладе, сделанном Ризой Асановым, были изложены требования крымских татар — «организованное возвращение и компактное расселение народа на исторической родине, восстановление автономии, национальных школ, развитие языка, культуры, образования». Подчёркивалось, что любое иное решение вопроса, такое как «культурно-национальная автономия», отвергается. По воспоминаниям Р. Асанова, после приёма в Кремле крымских татар стали «чаще повышать в должности», увеличился набор студентов-крымских татар в вузы, что было связано с желанием властей «сбить национальное движение». Участники движения, в свою очередь, стремились его активизировать.
1966—1969 годы были отмечены наибольшей активностью крымскотатарского движения, в которое пришли люди, оппозиционно настроенные по отношению к советской власти и Коммунистической партии — они уже не просили, а требовали восстановления прав своего народа. Среди активистов выросла доля молодёжи. Начали появляться новые формы борьбы. В местах проживания крымских татар и в Москве организовывались многочисленные митинги, демонстрации, акции, приуроченные к знаменательным датам. Эти акции жёстко подавлялись правоохранительными органами.
Часть крымскотатарских активистов установила контакты с зарождающимся в стране правозащитным движением. Через таких известных диссидентов, как Алексей Костерин, Андрей Сахаров, Пётр Григоренко и др., о проблеме крымскотатарского народа и его национальном движении становится известно за рубежом. Радиостанции «Свобода», «Голос Америки» и др. всё чаще стали уделять внимание нарушениям прав крымских татар.
«Самиздатовская» «Хроника текущих событий» уже во 2-м выпуске, в 1968 году, опубликовала «Обращение крымскотатарского народа к мировой общественности», где излагалась история депортации и 12-летней организованной борьбы крымскотатарского народа за свои права. В дальнейшем «Хроника текущих событий» постоянно сообщала о всех препятствиях, которые создавали власти на пути возвращения крымских татар на полуостров; подробно освещала судебные процессы Гомера Баева в Симферополе (1969), Мустафы Джемилева и Ильи Габая в Ташкенте (1970), Мустафы Джемилева в Омске (1976) и другие. Специальный 31-й выпуск «Хроники текущих событий» за 1974 год, приуроченный к 30-й годовщине депортации крымских татар, был целиком посвящён крымскотатарскому национально-освободительному движению и содержал важнейшие сведения о репрессиях, которым были подвергнуты активисты этого движения, за 1966—1972 годы. Сама «Хроника текущих событий» генетически была связана с первыми «Информациями» крымскотатарских «инициативных групп»: именно эти «Информации» натолкнули будущих учредителей «Хроники» на саму идею такого периодического, строго информационного издания и послужили, как вспоминала Наталья Горбаневская, «исходной формой для будущей „Хроники“». Вместе с тем и «Хроника текущих событий» сыграла в истории крымскотатарского движения неординарную роль — она привлекала внимание международной общественности к крымскотатарскому движению, вводила это движение в контекст общего сопротивления режиму, сопоставляла его жертвы и его требования с деятельностью групп правозащитников в СССР, с борьбой за свои права «месхов» (турок-месхетинцев) и других репрессированных народов, а также с развитием религиозных движений в СССР.

В преддверии 50-летия Октябрьской революции ЦК КПСС вновь возвращается к рассмотрению крымскотатарской проблемы, и вновь украинские власти выступают категорически против возвращения крымских татар. Первый секретарь ЦК КП Украины П. Шелест в своём письме в ЦК КПСС писал:
Как известно, Крымская АССР не представляла собой автономии только татар, а была многонациональной республикой… Крымские татары уже тогда составляли лишь пятую часть населения. Если учесть, что за прошедшее время население Крыма достигло почти 1,6 млн чел… , а количество крымских татар, которые в настоящее время проживают в Узбекистане, не превышает 160 тыс., то понятно, что для постановки вопроса о возобновлении их национальной автономии в Крыму нет никаких оснований…

За 22 года, которые прошли после выселения татар, места их прежнего проживания заселены. Трудящиеся Крыма достигли больших успехов в развитии экономики и культуры… Всё, чем в настоящее время богат Крым, создано трудом людей, которые сейчас проживают в этой области…

Часть населения Крыма постоянно работает на заводах и других объектах оборонного значения, по свободному найму в военных частях, что в условиях пограничной области, которой является Крым, тоже имеет существенное значение.

Возвращение татар к местам прежнего проживания и связанная с этим необходимость переселения из Крыма большого количества теперешнего населения повлекли бы большие убытки государственным интересам и было бы большой несправедливостью по отношению к сотням тысяч граждан Крыма.

С другой стороны, крымские татары, которые сейчас проживают в Узбекистане, тесно соединились с его экономикой и культурой. Там им созданы все необходимые условия для труда, учёбы, повышения материального и культурного уровня. Потому переселение татар в Крым негативно повлияло бы на экономику тех районов, где они сейчас проживают, а также на их собственное положение.

Значительная часть татарского населения Крыма в период Великой Отечественной войны предавала Родину, активно сотрудничала с немецко-фашистскими захватчиками, много горя принесла населению и вызывала у него ненависть.

Известно, например, что более 35 тыс. добровольцев — татар находились в рядах немецких вооружённых сил, тысячи татар добровольно служили в отрядах самообороны, в немецкой полевой жандармерии, в охране тюрем, концентрационных лагерей, путей сообщения, активно принимали участие в операциях против частей советской армии, партизан и подпольщиков.

Они вели разведку, проводили карательные экспедиции и репрессии против мирных жителей.

После изгнания немцев из Крыма много татар спрятали оружие. При выселении у них было изъято более 500 пулеметов, около 8000 автоматов и винтовок, много гранат и пуль.

Возвращаясь в Крым, некоторые лица угрожают местным жителям, разыскивают имущество и заявляют на него свои права, вызывая обеспокоенность у жителей Крыма.

Всё это ещё раз подтверждает, что никаких оснований для пересмотра вопроса о невозвращении татар в Крым нет.
5 сентября 1967 года был издан Указ Президиума Верховного Совета СССР «О гражданах татарской национальности, проживавших в Крыму». Указ был опубликован в местной печати и в официальном издании «Ведомости Верховного Совета СССР». В преамбуле документа говорилось, что «после освобождения в 1944 году Крыма от фашистской оккупации факты активного сотрудничества с немецкими захватчиками определённой части проживавших в Крыму татар были необоснованно отнесены ко всему татарскому населению Крыма <…>». Указ отменил решения государственных органов в части, содержавшей огульные обвинения в отношении «граждан татарской национальности, проживавших в Крыму», но в то же время в нём утверждалось, что они «укоренились на территории Узбекской и других союзных республик». В Постановлении Президиума Верховного Совета СССР № 494, которое следовало непосредственно за Указом («О порядке применения ст.2 Указа Президиума Верховного Совета СССР от 28 апреля 1956 г.») разъяснялось, что «<…> граждане татарской национальности <…> и члены их семей пользуются правом, как и все граждане СССР, проживать на всей территории в соответствии с действующим законодательством о трудоустройстве и паспортном режиме».
Указ был представлен властью как реабилитационный, однако его формулировки оставляли место для различных интерпретаций, на что не преминули указать активисты крымскотатарского движения. Их отношение к этому документу нашло своё выражение в Обращении «Очередной шаг в направлении ликвидации крымскотатарского народа как нации», направленном в конце сентября 1967 года в ЦК КПСС и в Президиум Верховного Совета СССР: «Указ 1967 г. — не реабилитация, не политическая реабилитация и даже не амнистия. Это <…> Закон 1946 года, прилаженный, приспособленный к условиям сегодняшнего дня [имелся в виду Закон РСФСР об упразднении Крымской АССР]». Главный подвох заключался в оговорке по поводу «паспортного режима» — она заставляла предполагать создание властями административных препятствий на пути массового возвращения в Крым.
Наихудшие прогнозы подтвердились c приездом первых же репатриантов: практически никто из них прописан не был. Согласно сведениям, направленным первым секретарём Крымского обкома Н. Кириченко в ЦК КПСС в октябре 1973 года, в 1967 году в Крыму удалось поселиться и прописаться всего 23 крымским татарам, в 1968 году — 1447 (из них 1188 по оргнабору рабочей силы), в 1969 году — 1041 (679), в 1970 году — 515 (277). В 1970-е годы тенденция не изменилась, а с конца 1970-х прописка в Крыму для крымских татар фактически прекратилась.
Таким образом, Указ от 5 сентября 1967 года, декларировавший право крымских татар жить на всей территории СССР, так и не решил главного вопроса крымскотатарской проблемы — массового возвращения народа в Крым.
По словам Решата Джемилева, на встрече в Кремле двадцати представителей крымскотатарского народа с высшим руководством страны по поводу решения крымскотатарского вопроса, состоявшейся 21 июля 1967 года, председатель КГБ Ю. В. Андропов лично пообещал освободить после принятия Указа осуждённых за участие в национальном движении крымских татар, а также восстановить в рядах КПСС коммунистов — участников движения. Ничего подобного, однако, не произошло. Наоборот, после подавления «Пражской весны» советские власти продолжили репрессии против активистов движения.
Власти также занимались контрпропагандой, пытаясь опорочить движение за возвращение крымскотатарского народа в Крым. Так, в марте 1968 года в газете «Ленин байрагъы» (ныне «Янъы дюнья») было опубликовано «Письмо семнадцати», в котором говорилось, что возвращение на родину в Крым нереально и от него стоит отказаться в пользу предполагаемого большего блага для народа.
Некоторые официальные постановления, касающиеся крымских татар, длительное время оставались секретными — в частности, Указы Президиума Верховного Совета СССР от 3 ноября 1972 г. и от 9 января 1974 г., снимавшие ограничение в выборе места жительства с крымских татар. И после того, как Указом от 9 января 1974 года официально была отменена статья 2 Указа Президиума Верховного Совета СССР от 28 апреля 1956 г., запрещавшая крымским татарам возвращаться в Крым, ответственные чиновники продолжали ссылаться на Указы от 28 апреля 1956 г. и от 5 сентября 1967 г. так, будто последующей отмены вовсе и не было.
В 1970-е — 80-е гг. были осуждены (некоторые повторно) многие активные участники движения крымских татар за возвращение на родину, среди них Мустафа Джемилев, Джеппар Акимов, Юрий Османов, Роллан Кадыев, Айше Сеитмуратова, Решат Джемилев.
Крымскотатарские историки и теоретики нового поколения, сформировавшиеся как мыслители в годы «хрущёвской оттепели», были настроены по отношению к советской власти гораздо более скептически, чем их предшественники. Так, историк Айше Сейтмуратова, работавшая в Самаркандском университете над кандидатской диссертацией по официально утверждённой теме «Вклад рабочего класса в культурный и технический прогресс Узбекистана: 1946—1956 гг.», тайно готовила совершенно иную рукопись в масштабе диссертационного исследования «Национальное движение крымских татар», завершённую к концу 1960-х годов. Национальный пафос исследований нового типа и их явный «антисоветский» настрой предопределял главные выводы: ни с русским империализмом, осуществившим аннексию Крыма, ни с большевистским режимом крымскотатарскому народу не по пути. В развитие этой концепции значительный вклад внёс завершённый в рукописи к концу 1970-х гг. труд Решата Джемилева «Крым — крымские татары и мои размышления», так же, как и трактат А.Сейтмуратовой, в СССР не изданный, но хорошо известный соотечественникам своими выводами о необходимости борьбы за конечную цель — национальное возрождение и независимость Крыма, законное историческое право владеть которым имеет лишь крымскотатарский народ.
Тем временем государством принимались специальные постановления и указы об усилении паспортного режима в Крымской и близлежащих областях. 15 октября 1978 г. Советом Министров СССР было принято постановление № 700 «О дополнительных мерах по укреплению паспортного режима в Крымской области», упростившее процедуру выселения крымских татар из Крыма. В 1967—1987 гг. в Крыму были осуждены за нарушение паспортного режима более 300 крымских татар. Некоторые семьи крымских татар выдворялись из Крыма по несколько раз, а их дома сносились.

### Перестройка
Новый стимул крымскотатарскому национальному движению придала горбачёвская «Перестройка».
Крымскотатарское национальное движение, выражавшее стремление всего крымскотатарского народа добиться полной моральной и юридической реабилитации и возвращения из мест ссылки на свою историческую родину — в Крым, в тот период не было единым — его представляли различные «инициативные группы».
11-12 апреля 1987 года в Ташкенте состоялось Первое Всесоюзное совещание инициативных групп движения, участниками которого был принят текст Обращения крымскотатарского народа Генеральному секретарю ЦК КПСС М. С. Горбачёву, где излагались основные требования крымскотатарского народа. Было решено направить текст Обращения Горбачёву, скрепив его подписями участников Всесоюзного совещания, а затем начать под ним сбор подписей соотечественников. Предусматривалось отправить в Москву многочисленную делегацию, если через месяц после передачи текста Обращения перечисленные в нём народные представители не будут вызваны в Москву для приёма на высоком уровне и если не произойдёт существенных сдвигов в решении крымскотатарской проблемы. Делегаты должны были не только добиваться приема руководства ЦК КПСС, но и широко информировать общественность о национальной проблеме крымских татар. Для создания координационной группы национального движения и проведения работы на местах были избраны ещё 20 представителей, которые вместе с выбранными ранее шестнадцатью активистами составили Центральную инициативную группу (ЦИГ).
Летом 1987 года ЦИГ провела в Москве серию публичных акций и встреч с московскими правозащитниками и активистами зарождавшегося оппозиционного движения (пресс-клуб «Гласность»), представителями демократически настроенной интеллигенции, а также с должностными лицами ЦК КПСС и Президиума Верховного Совета СССР. По данным национального движения, в рамках акций крымских татар, начавшихся 20 июня, в Москве побывало в общей сложности свыше полутора тысяч человек, а наибольшее число делегатов — около 1100 человек — находилось в столице в конце июля — начале августа. Требования представителей крымских татар поддержали Евгений Евтушенко, Булат Окуджава, Анатолий Приставкин, Сергей Баруздин, Виталий Дудинцев. 26 июня делегация крымских татар была принята заместителем председателя Президиума Верховного Совета СССР П. Демичевым. Демичев лишь пообещал передать требования крымских татар Горбачёву и предложил делегатам разъехаться — но они были полны решимости стоять до конца. 6 июля около 120 крымских татар провели демонстрацию на Красной площади, требуя возвращения на Родину и восстановления в правах, после чего их представителей опять принял Демичев.
9 июля решением Политбюро ЦК КПСС была создана государственная комиссия под руководством председателя Президиума ВС СССР А. А. Громыко для рассмотрения крымскотатарского вопроса. В состав комиссии вошли председатель КГБ СССР В. Чебриков, председатель Совета Министров РСФСР В. Воротников, первый секретарь ЦК КП Украины В. Щербицкий, первый секретарь ЦК КП Узбекистана И. Усманходжаев, заместитель председателя Президиума Верховного Совета СССР П. Демичев, член Политбюро ЦК КПСС А. Яковлев, секретари ЦК КПСС А. Лукьянов и Г. Разумовский. О создании комиссии во главе с А. А. Громыко для рассмотрения «комплекса проблем, которые поднимаются в письмах крымских татар», стало известно лишь 23 июля из вечернего «Сообщения ТАСС». Тон «Сообщения ТАСС» и особенно историческая преамбула, в которой в очередной раз повторялись обвинения в «сотрудничестве части татарского населения с немецко-фашистскими оккупантами», вызвали бурю негодования среди крымскотатарских представителей. По сути, «Сообщение ТАСС» оправдывало депортацию крымских татар и указ Президиума Верховного Совета СССР № 493 от 5 сентября 1967 года «О гражданах татарской национальности, проживавших в Крыму», многие годы определявший официальную политику по отношению к депортированным крымским татарам и имевший целью «укоренение» крымских татар в местах изгнания. И разумеется, в сообщении вновь повторялись ссылки на то, что «в Крыму создалась совершенно иная ситуация», что там проживает около 2,5 млн человек и «данный вопрос необходимо рассматривать в реально сложившейся ситуации, в интересах всех народов страны».
В 1987—1988 годах ЦИГ имела статус постоянно действующего органа в период между Всесоюзными совещаниями крымскотатарского движения и признавалась большинством его инициативных групп. С апреля 1988 года по решению 4-го Всесоюзного совещания издавался «Вестник Национального движения крымских татар», ответственным редактором которого был Мустафа Джемилев. «Вестник» формировался как информационный бюллетень, где день за днём, начиная со 2 апреля 1988 года, освещались все события, имеющие отношение к национально-освободительной борьбе крымскотатарского народа (митинги, демонстрации, собрания представителей «инициативных групп», акции Дня национального траура 18 мая и т. д.). «Вестник Национального движения крымских татар» выходил недолго, но охватил важнейший, переломный в истории крымскотатарского движения период (весну-лето 1988 года).
На Всесоюзном совещании представителей инициативных групп, проходившем с 29 апреля по 2 мая 1989 года в городе Янгиюле, было принято решение учредить на базе существующих инициативных групп общественно-политическую Организацию крымскотатарского национального движения (ОКНД), ставшую преемником ЦИГ.
Часть инициативных групп — например, так называемая Ферганская долинная группа Юрия Османова (пользовавшаяся влиянием среди крымских татар Ферганской долины Узбекистана и Ленинабадской области Таджикской ССР) — не вошла в ЦИГ, став основой формирования Национального движения крымских татар (НДКТ). Не вошла в ЦИГ и группировка Роллана Кадыева (Самарканд).
Кроме того, существовала группа вполне успешных партийных, советских и хозяйственных работников и научной, медицинской, культурной интеллигенции из числа крымских татар, без чётко выраженного лидерства, но с хорошо известными в народе именами — таких как посол в одной из североафриканских стран, а ранее министр строительства Узбекистана Сервер Омеров, ранее продвигавший проект Мубарекской зоны, руководитель крупного строительного подразделения Узбекистана Лентун Безазиев, директор Государственного архива Латвийской ССР Рефат Чубаров, освобождённый секретарь парткома Ташкентского политехнического института Февзи Якубов и пр.
9 июня 1988 года от имени комиссии А. А. Громыко было опубликовано Сообщение ТАСС, в котором обосновывалась невозможность и нецелесообразность возвращения татар в Крым, что вызвало новую волну массовых протестов крымских татар.
Ситуация в Средней Азии, между тем, стремительно накалялась, и проблему ранее депортированных этнических групп, расселённых здесь, требовалось решать немедленно. Сигналом послужили события в Фергане, связанные с турками-месхетинцами. Вспышка этнического конфликта продемонстрировала, что никакой интеграции переселенцев в местный социум не произошло и следует ожидать новых массовых беспорядков на этой почве. Движение за возвращение среди депортированных, в том числе и крымских татар, приобрело массовый характер.
В результате акций, организованных национальными организациями крымских татар, а также благодаря кампаниям в их поддержку в СССР и за рубежом, советские власти были поставлены перед необходимостью решения проблемы крымских татар. 12 июля 1989 года избранный I Съездом народных депутатов СССР Совет национальностей сформировал Комиссию по проблемам крымскотатарского народа (председатель Г. И. Янаев). В её состав вошли 14 человек, среди них и четверо крымских татар (Джульверн Аблямитов, Айдер Куркчи, Аксеит Сеитмеметов, Фикрет Сефершаев).
14 ноября ВС СССР принял Декларацию «О признании незаконными и преступными репрессивных актов против народов, подвергшихся насильственному переселению и обеспечении их прав».
Спустя две недели, 28 ноября 1989 года, ВС СССР своим Постановлением № 845-1 одобрил «Выводы и предложения комиссии по проблемам крымскотатарского народа». Этот документ предусматривал полную политическую реабилитацию крымскотатарского народа и отмену нормативных актов репрессивного и дискриминационного характера, а также признавал законным правом крымскотатарского народа возвращение в «места исторического проживания и восстановление национальной целостности», осуществление пересмотра дел, возбуждённых за участие в крымскотатарском национальном движении, «восстановление автономии Крыма путём образования Крымской АССР в составе Украинской ССР», что «соответствовало бы интересам как крымских татар, так и представителей других национальностей, проживающих ныне в Крыму». Задачу возвращения в Крым предлагалось решать путём организованного, группового и индивидуального переезда. Комиссия Г. Янаева признавала необходимым предложить Совету Министров СССР пересмотреть постановление «Об ограничении прописки граждан в некоторых населенных пунктах Крымской области и Краснодарского края» от 24 декабря 1987 года и снять ограничения для крымских татар.
Во исполнение решений Верховного Совета СССР в январе 1990 года была создана государственная комиссия по проблеме крымских татар (председатель В. Х. Догужиев), куда вошли представители союзных министерств и ведомств, украинского правительства, Крымоблисполкома и пять человек от крымских татар. Комиссией была разработана комплексная программа и первоочередные меры по их организованному возвращению в Крым. Программа предусматривала организованное переселение крымских татар на полуостров в течение 1990—2000 годов (в основном оно должно было осуществиться в 1991-96 годах). Финансирование программы предполагало выделение целевых средств из фондов Узбекской, Таджикской ССР, РСФСР и Украинской ССР. Предполагалось также обеспечить развитие духовной культуры, возрождение языка, наладить подготовку специалистов и пр.
11 июля 1990 года Совет министров СССР принял Постановление № 666 «О первоочередных мерах по решению вопросов, связанных с возвращением крымских татар в Крымскую область».
1 ноября 1990 года Совет национальностей Верховного Совета СССР принял постановление N 1771-1 «О ходе осуществления первоочередных мер, связанных с возвращением крымских татар в Крымскую область».
12 февраля 1991 года Верховный Совет Украинской ССР принял Закон «О восстановлении Крымской Автономной Советской Социалистической Республики», согласно статье 1 которого Крымская АССР провозглашалась в пределах территории Крымской области в составе Украинской ССР.
Высшим органом государственной власти на территории Крымской АССР, согласно данному закону, временно (до принятия Конституции Крымской АССР и создания конституционных органов государственной власти) был признан Крымский областной Совет народных депутатов. 22 марта 1991 года Крымский областной Совет народных депутатов был преобразован в Верховный Совет Крымской АССР, и ему было поручено разработать Конституцию Крыма. Через 4 месяца, 19 июня, упоминание о крымской автономии было включено в конституцию Украинской ССР 1978 года.
На исходе 1991 года Меджлисом крымскотатарского народа был разработан и представлен общественности проект «Конституции Крымской Республики» как альтернатива официальному проекту «Конституции Республики Крым», одобренному Верховным Советом Крымской АССР 26 декабря 1991 г..
С началом возвращения крымских татар на родину Верховный Совет СССР своим постановлением от 7 марта 1991 года отменил действие указа от 5 сентября 1967 года.
Массовое возвращение татар в Крым стихийно началось в 1989 году, и к началу 2000-х годов в Крыму проживало около 250 тыс. крымских татар (243 433 чел. по всеукраинской переписи 2001 года), из них в Симферополе — свыше 25 тыс., в Симферопольском районе — свыше 33 тыс., или свыше 22 % населения района.